# Max Pacioretty
Maximillian Kolenda Pacioretty (* 20. listopadu 1988 New Canaan) je americký hokejový útočník hrající v týmu Washington Capitals v kanadsko-americké soutěži National Hockey League

## Osobní život
Jeho manželkou je Káťa Afinogenovová, sestra hokejisty Maxima Afinogenova.

## Hráčská kariéra
Jako student reprezentoval Michiganskou univerzitu, v roce 2008 byl zařazen do all-star týmu Central Collegiate Hockey Association. Byl draftován klubem Montreal Canadiens, zpočátku působil na farmě v Hamilton Bulldogs (získal s nimi v roce 2010 Norman R. "Bud" Poile Trophy pro vítěze Západní konference), od sezóny 2010-2011 byl členem prvního týmu. V sezoně 2013-14 zaznamenal ve třech utkáních hattrick.
V březnu 2011 utrpěl vážné zranění krční páteře po naražení na mantinel od Zdena Cháry. Zákrok vyšetřovala policie, společnost Air Canada pohrozila, že přestane sponzorovat NHL, jestli se podobné scény budou opakovat. Za svůj návrat k profesionálnímu hokeji byl v roce 2012 oceněn Bill Masterton Memorial Trophy.
Před sezonou 2018-19 byl z Montrealu vyměněn do Vegas Golden Knights, kde strávil následující čtyři ročníky. V létě 2022 měnil dres znovu, tentokrát za barvy Caroliny.
Reprezentoval USA na Mistrovství světa juniorů v ledním hokeji 2008 (4. místo), Mistrovství světa v ledním hokeji 2012 (7. místo; se dvěma góly a deseti asistencemi se umístil na sedmé příčce kanadského bodování a byl vybrán mezi trojici nejlepších amerických hráčů na turnaji) a olympiádě 2014 (4. místo).

## Ocenění a úspěchy
- 2007 USHL - All-Rookie Tým
- 2007 USHL - All-Star Game
- 2007 USHL - Nováček roku
- 2008 CCHA - All-Rookie Tým
- 2008 CCHA - Nováček roku
- 2011 AHL - Nováček měsíce listopadu 2010
- 2012 NHL - Bill Masterton Memorial Trophy
- 2014 NHL - Nejvíce vstřelených vítězných branek
- 2015 NHL - Nejlepší hráč v pobytu na ledě (+/-)
- 2020 NHL - All-Star Game

## Prvenství
- Debut v NHL - 2. ledna 2009 (New Jersey Devils proti Montreal Canadiens)
- První gól v NHL - 2. ledna 2009 (New Jersey Devils proti Montreal Canadiens, americkému brankáři Scott Clemmensen)
- První asistence v NHL - 7. ledna 2009 (New York Rangers proti Montreal Canadiens)
- První hattrick v NHL - 9. února 2012 (New York Islanders proti Montreal Canadiens)

## Klubové statistiky
| Sezóna      | Klub                   | Soutěž      |     | Základní část | Základní část | Základní část | Základní část | Základní část |    | Play off | Play off | Play off | Play off | Play off |
| Sezóna      | Klub                   | Soutěž      | Z   | G             | A             | B             | TM            | Z             | G  | A        | B        | TM       |          |          |
| 2006–07     | Sioux City Musketeers  | USHL        | 60  | 21            | 42            | 63            | 119           | 7             | 4  | 6        | 10       | 10       |          |          |
| 2007–08     | University of Michigan | CCHA        | 36  | 15            | 23            | 38            | 59            | —             | —  | —        | —        | —        |          |          |
| 2008–09     | Hamilton Bulldogs      | AHL         | 37  | 6             | 23            | 29            | 43            | —             | —  | —        | —        | —        |          |          |
| 2008–09     | Montreal Canadiens     | NHL         | 34  | 3             | 8             | 11            | 27            | —             | —  | —        | —        | —        |          |          |
| 2009–10     | Montreal Canadiens     | NHL         | 52  | 3             | 11            | 14            | 20            | —             | —  | —        | —        | —        |          |          |
| 2009–10     | Hamilton Bulldogs      | AHL         | 18  | 2             | 9             | 11            | 10            | 5             | 1  | 0        | 1        | 2        |          |          |
| 2010–11     | Hamilton Bulldogs      | AHL         | 27  | 17            | 15            | 32            | 20            | —             | —  | —        | —        | —        |          |          |
| 2010–11     | Montreal Canadiens     | NHL         | 37  | 14            | 10            | 24            | 39            | —             | —  | —        | —        | —        |          |          |
| 2011–12     | Montreal Canadiens     | NHL         | 79  | 33            | 32            | 65            | 56            | —             | —  | —        | —        | —        |          |          |
| 2012–13     | HC Ambrì-Piotta        | NLA         | 5   | 1             | 0             | 1             | 4             | —             | —  | —        | —        | —        |          |          |
| 2012–13     | Montreal Canadiens     | NHL         | 44  | 15            | 24            | 39            | 28            | 4             | 0  | 0        | 0        | 4        |          |          |
| 2013–14     | Montreal Canadiens     | NHL         | 73  | 39            | 21            | 60            | 35            | 17            | 5  | 6        | 11       | 8        |          |          |
| 2014–15     | Montreal Canadiens     | NHL         | 80  | 37            | 30            | 67            | 32            | 11            | 5  | 2        | 7        | 16       |          |          |
| 2015–16     | Montreal Canadiens     | NHL         | 82  | 30            | 34            | 64            | 34            | —             | —  | —        | —        | —        |          |          |
| 2016–17     | Montreal Canadiens     | NHL         | 81  | 35            | 32            | 67            | 38            | 6             | 0  | 1        | 1        | 7        |          |          |
| 2017–18     | Montreal Canadiens     | NHL         | 64  | 17            | 20            | 37            | 30            | —             | —  | —        | —        | —        |          |          |
| 2018–19     | Vegas Golden Knights   | NHL         | 66  | 22            | 18            | 40            | 36            | 7             | 5  | 6        | 11       | 4        |          |          |
| 2019–20     | Vegas Golden Knights   | NHL         | 71  | 32            | 34            | 66            | 44            | 16            | 5  | 3        | 8        | 12       |          |          |
| 2020–21     | Vegas Golden Knights   | NHL         | 48  | 24            | 27            | 51            | 14            | 13            | 5  | 6        | 11       | 4        |          |          |
| 2021–22     | Vegas Golden Knights   | NHL         | 39  | 19            | 18            | 37            | 33            | —             | —  | —        | —        | —        |          |          |
| 2022–23     | Carolina Hurricanes    | NHL         | 5   | 3             | 0             | 3             | 2             | —             | —  | —        | —        | —        |          |          |
| 2023–24     | Washington Capitals    | NHL         | 47  | 4             | 19            | 23            | 25            | 4             | 0  | 1        | 1        | 2        |          |          |
| NHL celkově | NHL celkově            | NHL celkově | 902 | 330           | 338           | 668           | 493           | 78            | 25 | 25       | 50       | 57       |          |          |

## Reprezentace
| Rok                       | Tým                       | Soutěž                    | Z  | G | A  | B  | TM |
| ------------------------- | ------------------------- | ------------------------- | -- | - | -- | -- | -- |
| 2008                      | USA 20                    | MSJ                       | 6  | 0 | 0  | 0  | 8  |
| 2012                      | USA                       | MS                        | 8  | 2 | 10 | 12 | 4  |
| 2014                      | USA                       | OH                        | 5  | 0 | 1  | 1  | 4  |
| 2016                      | USA                       | SP                        | 3  | 0 | 0  | 0  | 2  |
| Juniorská kariéra celkově | Juniorská kariéra celkově | Juniorská kariéra celkově | 6  | 0 | 0  | 0  | 8  |
| Seniorská kariéra celkově | Seniorská kariéra celkově | Seniorská kariéra celkově | 16 | 2 | 11 | 13 | 10 |